# Gdańska Organizacja Turystyczna
Gdańska Organizacja Turystyczna – organizacja działająca na podstawie ustawy Prawo o Stowarzyszeniach oraz ustawy o Polskiej Organizacji Turystycznej. Koordynuje i współpracuje z lokalną branżą turystyczną i samorządem terytorialnym w zakresie turystyki w Gdańsku, będąc wyłącznym partnerem miasta w kwestiach dotyczących szeroko pojętej turystyki. Działalność rozpoczęła w 2002, skupia około 100 członków.

## Gdańsk Convention Bureau
Częścią GOT jest Gdańsk Convention Bureau, od 13 sierpnia 2007 pełnoprawny członek International Congress & Convention Association (ICCA). Do zadań tej jednostki należy promocja miasta i regionu na zewnątrz (w tym podejmowanie działań promujących Gdańsk jako miejsce do organizacji międzynarodowych konferencji).
Jedną z inicjatyw Gdańsk Convention Bureau jest Gdański Klub Wolontariatu, do którego zadań należy stworzenie sprawnej struktury wolontariuszy, służącej do wspomagania działań organizacyjnych dużych imprez masowych w Gdańsku (sportowych, konferencyjnych i muzycznych).

## Konkurs na Gdański Produkt Turystyczny
Jedną z inicjatyw Gdańskiej Organizacji Turystycznej jest Konkurs na Gdański Produkt Turystyczny powstały w 2008. Konkurs jest skierowany do organizatorów turystyki działających na terenie Trójmiasta, którzy wpisani są do Rejestru Organizatorów Turystyki i Pośredników Turystycznych Marszałka Województwa Pomorskiego.
Cele konkursu:
- Dążenie do podnoszenia konkurencyjności trójmiejskich produktów turystycznych, a co za tym idzie – wydłużenia sezonu turystycznego – stanowi jedną z kluczowych przesłanek w procesie kształtowania oferty turystycznej Gdańska i regionu.
- Odpowiadanie na potrzeby turystów, wyprzedzanie ich oczekiwań to elementy, które będą decydowały o tym, czy produkt – konkurując z inną ofertą na rynku – będzie znajdował nabywców i zyskiwał ich uznanie.

Pierwszym zwycięzcą konkursu została firma „Joytrip.pl” dzięki swojemu produktowi – Władcy bursztynu.
Zwycięzcą konkursu w 2012 została firma „City Tour Gdańsk”, z produktem turystycznym Love Tour.